# Diostracus janssonorum
Diostracus janssonorum är en tvåvingeart som beskrevs av Saigusa 1995. Diostracus janssonorum ingår i släktet Diostracus och familjen styltflugor.
Artens utbredningsområde är Myanmar. Inga underarter finns listade i Catalogue of Life.